# Northfield (Maine)
Northfield és una població dels Estats Units a l'estat de Maine (EUA). Segons el cens del 2000 tenia 131 habitants.

## Demografia
Segons el cens del 2000, Northfield tenia 131 habitants, 61 habitatges, i 32 famílies. La densitat de població era d'1,2 habitants/km².
Dels 61 habitatges en un 23% hi vivien nens de menys de 18 anys, en un 42,6% hi vivien parelles casades, en un 8,2% dones solteres, i en un 47,5% no eren unitats familiars. En el 36,1% dels habitatges hi vivien persones soles el 13,1% de les quals corresponia a persones de 65 anys o més que vivien soles. El nombre mitjà de persones vivint en cada habitatge era de 2,15 i el nombre mitjà de persones que vivien en cada família era de 2,88.
Per edats la població es repartia de la següent manera: un 21,4% tenia menys de 18 anys, un 9,9% entre 18 i 24, un 26,7% entre 25 i 44, un 29% de 45 a 60 i un 13% 65 anys o més.
L'edat mediana era de 42 anys. Per cada 100 dones de 18 o més anys hi havia 98,1 homes.
La renda mediana per habitatge era de 36.250 $ i la renda mediana per família de 51.875 $. Els homes tenien una renda mediana de 28.750 $ mentre que les dones 33.625 $. La renda per capita de la població era de 23.048 $. Cap de les famílies i el 7,1% de la població estaven per davall del llindar de pobresa.